# Гриньки (Кременчуцький район)
Гриньки́ — село в Україні, в Градизькій селищній громаді, у Кременчуцькому районі Полтавської області. Населення станом на 1 січня 2011 року становить 704 особи. Колишній центр Гриньківської сільської ради. День села — 4 вересня.

## Географія
Село розташоване за 25 км від м. Глобине, на березі озера Крива Руда у місці, де в нього впадає річка Крива Руда. Вище за течією примикає село Горби, нижче за течією на відстані 3 км розташовано село Крива Руда.
Площа населеного пункту — 479 га.

## Історія

### Заснування
Найстарішим історичним джерелом, що розкриває історію виникнення села Гриньки є «Генеральне слідство про маєтності Лубенського полку 1729—1730 років», складене за наказом гетьмана Данила Апостола та спрямоване на облік податного населення. Так, на початку 18 сторіччя Російська імперія остаточно закріплює свій вплив на території Гетьманщини. Оскільки з давніх давен українські поселення були або вільними військовими (козацькими), або надавалися у приватне володіння козацькій старшині, монастирям, церквам, шляхом видання гетьманами універсалів, або набувалися у приватну власність заможними козаками, шляхом купівлі. Після поразки Гетьмана Івана Мазепи російським військам Російською короною було запроваджено ряд заходів законодавчого і адміністративного характеру задля посилення свого впливу на цих землях. Так російським царем Петром ІІ було видано «рєшитєльниє пункти» згідно з якими український Гетьман Данило Апостол був зобов'язаний провести опис всіх поселень (їх власників, історії створення). З моменту приєднання земель Гетьманщини до складу Російської імперії на її землі почали претендувати представники московського дворянства у зв'язку з цим козацька старшина повинна була підтвердити свої права на ті села, що були у їхній власності. Перепис проводився спеціально призначеними канцеляристами, що їздили від одного населеного пункту до іншого опитуючи старожилів про дату заснування і власників того чи іншого хутора, села, містечка чи міста, занотувавши інформацію про населений пункт на спеціальному бланку його надсилали до м. Глухова, що на той час був столицею Гетьманщини, а з Глухова до Колегії Чужєзємних дєл у Петербург. Слід також звернути увагу на мову написання інформації про той чи інший населений пункт у Генеральному слідстві про маєтності, хоча офіційною мовою діловодства у Російській імперії була староросійська мова, проте, оскільки населені пункти описувалися різними канцеляристами у деяких описах можна побачити вкраплення староукраїнської мови, зокрема передання українських назв через написання їх за допомогою російських літер.

У «Генеральному слідстві про маєтності Лубенського полку 1729—1930 років» описано історію заснування і власника (на момент здійснення перепису) села:
Село Горби (52) зъ приселками Сидорами (31) и Гринками (46 итого 129) сотникъ чигириндубровскій Іванъ Булюбашъ сказкою показалъ, что от 1698 году осѣло на волномъ сотнѣ Чигириндубровской степу, перво хуторами, которих поселителѣ были первіи іменно: Горбъ, Сидоръ и Гринко; потомъ когда болшей людей захожих зъ того боку Днепра и э протчійхъ мѣстъ туда къ онимъ хуторамъ приселилися, [18] и стало називатися тое поселеніе по імени означенних первоосѣлих хуторянъ Горби, Сидорѣ и Гринки, тогда, а іменно в 1707 мъ году сотникъ чигириндубровскій Іванъ Булюбашъ упросилъ оних хуторянъ въ свое послушаніе у бывшого полковника Зеленского, от которого данъ былъ ему Булюбашу унѣверсалъ; и по тому' унѣверсалу онъ же получилъ былъ подтвердителній от гетмана Мазепи унѣверсалъ; которого унѣверсалу въ руину шведскую зъ протчіймъего розграбованнимъ от своевол-нихъ людей имѣніемъ не стало; а въ 1713 и въ 714 мъ годах тое жъ село зъ приселками подтвержено ему ж Булюбашу унѣверсаломъ полковника лубенского Савича; которіе унѣверсали при нынѣшнемъ слѣдствій от него явлени, а унѣверсалу гетмана Скоропадского не успѣлъ получит за многими его войсковими походами и службами.
Гриньки виникли як невеличкий хутір неподалік села Горби наприкінці 17 сторіччя. Оскільки ці землі відповідно до адміністративно-територіального поділу Гетьманщини входили до складу Чигирин-Дібровської сотні, засновниками сіл Горби, Сидори і Гриньки є козаки, які викупили пусті землі степу і оселилися тут хуторами. А відтоді, хутори, на які згодом переселилися й інші козаки, і які у майбутньому стануть селами, називають за прізвищами їх засновників — козаків-запорожців Гринька, Горба та Сидора.
Гриньки іменувалися козацьким селом, а відповідно і козаками місцеві мешканці залишалися аж до радянської окупації села в 1917 році[джерело?]. Багато нащадків козаків, що мешкали тут з моменту заснування хутора Гриньки, було жорстоко замордовано, кинуто до в'язниці або виселено з рідного села представниками радянської влади.
Перші жителі, що були з утікачів-кріпаків. Поселялися на лівому березі річки Криворудка.
У 1766 році Гриньки входили у склад Жовнинської сотні Лубенського полку, належали Дем'яну Булюбашу. У 1780 році Дем'ян Булюбаш володів 32 дворами і 53 хатами.
У 1859 році з селянами і козаками було 189 дворів, що становило 603 чоловіки і 642 жінки.
У 1905 році на хвилі революційних повстань із Петербурга прибув пітерський соціаліст Хамченко Григорій Романович. За рекомендацією демократичного художника Бельського, Хамченко влаштовується управителем економії пана Нітте в Гринька, веде агітаційну роботу серед населення. Внаслідок цього в 1907 році селяни спалили панську економію, селяни розібрали худобу та розділили майно, але землі не діждалися.

### Радянська окупація
У селі радянська окупація почалася в 1917 році в грудні[джерело?]. Першим головою сільської Ради був обраний Сіромаха Дмитро, а потім Євтушенко Степан Варонович, в 1920 р. — Карюк Дмитро..
Село входило до складу Горбівської волості. На село рушила чорносотенська банда Григор'єва.
Ще в 1918 році в селі створено комбіди, організатором був уповноважений з Кременчука Воробйов.
В 1924 році в с. Гриньки створено ТСОЗ, який об'єднував сім"ї бідняків, та окремі середняцькі господарства. Членами ТСОЗу були: Кудря А. Г., Дубина І. Я., Друзь Антон, Андрейченко Василь. Цього ж року комунари отримали трактор, трактористом був Терещенко Володимир.
В 1927 році для організації колгоспу в Гринька був присланий із Харкова робітник-двадцятип'ятитисячник Чугуй. Під його керівництвом 1929 р. були організовані колгоспи ім. Воровського, Перемога, ім. 8 Березня та 12 партз'їзд- голова Гончар В. С.
В 1932 році колгоспи були об'єднані в колгосп «Червоні лани», обраний головою Донець В. П..
Кримінальні справи на репресованих жителів села зберігаються в архіві Полтавського територіального управління СБУ і ознайомитися з ними можна написавши заяву на ім'я очільника територіального управління СБУ у Полтавській області.

### Голодомор
У Національній книзі пам'яті жертв Голодомору 1932—1933 років в Україні вказано, що 750 жителів села загинули від голоду., що склало більшу половину гриньківців. Були випадки канібалізму. У порожні хати було переселено людей з села Мигалки Київської області.

### Друга світова війна
В 1941 році розпочалася Німецько-радянська війна. 24 червня 1941 року голова колгоспу Донець В. П., разом із своїми односельцями був мобілізований на фронт.
В липні 1941 р. в село вступили німці. Почалася окупація, яка тяглася до вересня 1943 року. В ніч з 24 на 25 лютого 1943 року через Гриньки проходи партизанське з'єднання Наумова.
При відступі німці спалили 64 хати, зруйнували пам'ятник В. І. Леніну, знищили шкільне і колгоспне майно.

### Повоєнні роки
В 1945 році повернувся з фронту Донець В. П. і очолив колгосп «Червоні лани», почалася відбудова зруйнованого господарства.
З 1945 по 1969 р. побудовано: шість стаєнь для МТФ, вівцеферму, птахоферму, свиноферму, кормокухню, олійницю, млин, електростанцію, гараж, ремонтну майстерню, дві комори, кладову (це також комора), всі громадські приміщення і хати колгоспників. Закуплено трактори, с/г інвентар, комбайни. Колгосп одержав прибутку більше 1 мільйона.
Закладено два парки. Збудовано пам'ятник Леніну, споруджено будинок культури на 400 місць. В школі відкрито музичну школу, де навчалось 26 дітей.

## Населення
Населення станом на 1 січня 2011 року становить 704 особи у 263 дворах:
- 1780 — 32 двори і 53 хати
- 1859 — 1245, 189 дворів
- 2001 — 760
- 2011 — 704

### Мова
Розподіл населення за рідною мовою за даними перепису 2001 року:
| Мова            | Кількість | Відсоток |
| --------------- | --------- | -------- |
| українська      | 740       | 97.37%   |
| російська       | 19        | 2.50%    |
| інші/не вказали | 1         | 0.13%    |
| Усього          | 760       | 100%     |

## Влада
Сільські голови:
- Сіромаха Дмитро
1917 — ?
- Євтушенко Степан Варонович
 ? — ?
- Карюк Дмитро
1920 — ?
- Оксанчук Людмила Петрівна
2010 — нині

## Економіка
Базове господарство ВП АФ «Гриньки» — директор Мигович Володимир Янушович.

## Освіта
Працюють такі заклади освіти:
- Гриньківська загальноосвітня школа І—III ступенів, директор Ткаченко Ніна Аркадіївна
- Музична школа, керівник Пропой Валентин Вікторович
- Дитячий садочок «Ялинка», завідувачка Фишньовиць Мирослава Миронівна

## Медицина
Медичне обслуговування надає Гриньківський Фельдшерсько-акушерський пункт, завідувачка Сівірін Інна Іванівна:

## Інфраструктура
На території села працюють:
- поштове відділення зв'язку
- олійниця
- млин
- п'ять магазинів
- будинок для людей похилого віку

Село газифіковане.

## Культура
Серед закладів культури є:
- Музей М. Лисенка, директор Донець Любов Василівна
- Гриньківський сільський будинок культури, директор Опанасенко Валентина Володимирівна
- Гриньківська сільська бібліотека, завідувачка Зінченко Тетяна Павлівна

## Особистості

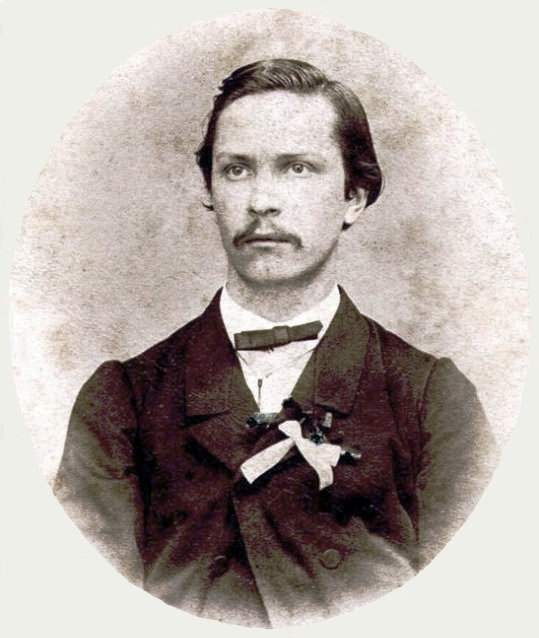
Микола Лисенко, 1869 рік

У селі у 1842 році народився засновник української класичної музики Микола Лисенко.
- Білявський Дмитро Сергійович (1999—2023) — солдат Збройних сил України, учасник російсько-української війни.
- Донець В. П. — орден «Знак Пошани», 2 ордени «Червона Зірка»
- Карюк З. І. — орден «Жовтневої революції»
- Донець В. С. — 2 ордени «Слави» 2 і 3 ступенів
- Герасименко Л. І. — орден «Слави» 4 ст.
- Науменко І. О. — орден «Трудового Червоного Прапора»
- Валянік С. Т. — орден «Трудового Червоного Прапора»
- Журба О. М. — орден «За заслуги» 3 ст.
- Халявка Олександр Володимирович - Орден Червоної Зірки, танкіст, учасник війни в Афганістані